# Vairon méditerranéen
Phoxinus septimaniae · Vairon du Languedoc
Espèce
Statut de conservation UICN

 LC  : Préoccupation mineure
Le Vairon méditerranéen (Phoxinus septimaniae), aussi appelé Vairon du Languedoc, est une espèce de petits poissons potamodromes, très communs dans les eaux douces et bien oxygénées.

## Répartition et habitat
Lors de son identification formelle, la présence du vairon méditerranéen est constatée sur le lieux de l'étude, soit le pourtour méditerranéen du Languedoc. Néanmoins, des études ultérieures attestent de sa présence ailleurs. Notamment en Suisse où il est naturellement présent dans les eaux des bassins rhodanien et rhénan. Il a aussi été importé pr l'Homme dans les eaux du bassin de l'Inn, en particulier dans le lac de Sils.

## Noms vernaculaires
Phoxinus septimaniae porte le nom de vairon méditerranéen ou vairon du Languedoc. En effet, quand les biologistes Jörg Freyhof et Maurice Kottelat l'ont formellement identifié de façon distincte du vairon commun, ils l'ont répertorié sur le pourtour méditerranéen franco-espagnol, essentiellement dans le Languedoc, depuis l'ouest de la région Provence-Alpes-Côte d'Azur, sur l'ensemble de l'Occitanie et jusqu'au nord de la province de Gérone.
Quant au nom latin, septimaniae, il fait référence à la Septimanie, nom que portait le Languedoc à l'époque carolingienne.

## Biologie
Le vairon méditerranéen est similaire au vairon commun. Que ce soit sa longévité, sa maturité sexuelle, sa reproduction, son régime alimentaire, son mode de vie, etc..

### Description
Le vairon méditerranéen diffère du vairon commun par ses écailles pectorales qui se présentent sous forme de plaques continues.
Phoxinus septimaniae peut mesurer jusqu'à 64 mm, queue non comprise.

## Classification
Le nom valide complet (avec auteur) de ce taxon est Phoxinus septimaniae Kottelat, 2007,.
Ce taxon porte en français le nom vernaculaire ou normalisé suivant : Vairon du Languedoc.

### Publication originale
- Maurice Kottelat, « Three new species of Phoxinus from Greece and southern France (Teleostei: Cyprinidae) », Ichthyological Exploration of Freshwaters, Verlag Dr. Friedrich Pfeil (d), vol. 18, no 2,‎ 1er juin 2007, p. 145-162 (ISSN 0936-9902).